# حسن أباد (حومة دشتستان)
حسن أباد (بالفارسية: حسن‌آباد) هي قرية تقع في إيران في منطقة مركزية ريفية. يقدر عدد سكانها بـ 141 نسمة بحسب إحصاء 2016.